# 圣让勒托马
圣让勒托马（法語：Saint-Jean-le-Thomas，法語發音：[sɛ̃ ʒɑ̃ lə tɔma]）是法国芒什省的一个市镇，属于阿夫朗什区。

## 地理
圣让勒托马（48°43'48"N, 1°31'1"W）面积2.38 平方千米，位于法国诺曼底大区芒什省，该省份为法国西北部沿海省份，西、北、东北三面环大西洋，东起顺时针与卡爾瓦多斯省、奧恩省、马耶讷省和伊勒-维莱讷省接壤。
与圣让勒托马接壤的市镇（或旧市镇、城区）包括：尚波、德拉热-龙通。

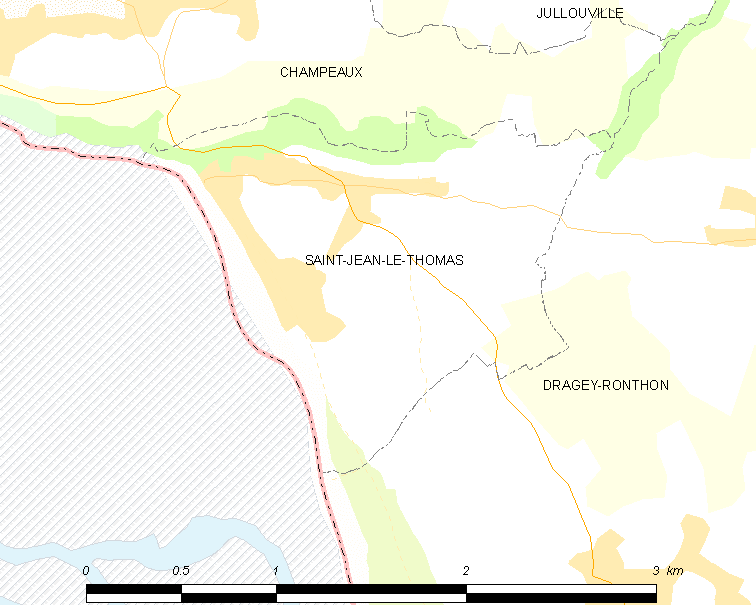
圣让勒托马的OSM定位图

圣让勒托马的时区为UTC+01:00、UTC+02:00（夏令时）。

## 行政
圣让勒托马的邮政编码为50530，INSEE市镇编码为50496。

## 政治
圣让勒托马所属的省级选区为阿夫朗什县。

## 人口

1962-2008年间圣让勒托马人口变化图示

圣让勒托马于2022年1月1日时的人口数量为395人。